# NHL Stadium Series 2014

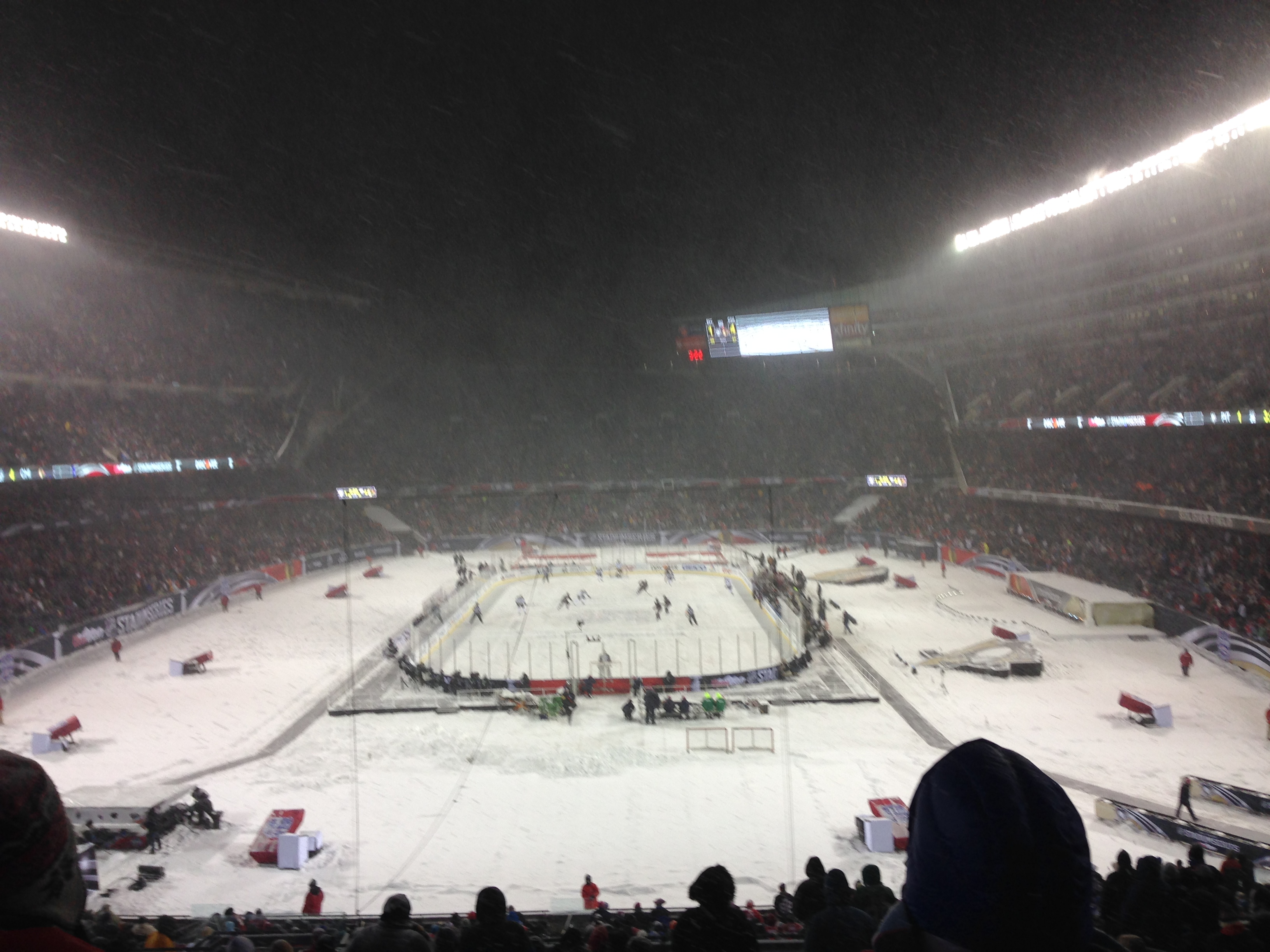
2014 års NHL Stadium Series på Soldier Field i Chicago, Illinois.

NHL Stadium Series 2014 var ett sportarrangemang i den nordamerikanska ishockeyligan National Hockey League (NHL) där fyra grundspelsmatcher spelades på utomhusarenor under säsongen 2013–2014. Öppningsmatchen i Stadium Series hölls den 25 januari i Los Angeles, Kalifornien, när Los Angeles Kings tog emot sin lokalkonkurrent Anaheim Ducks på basebollarenan Dodger Stadium. Dagen efter, den 26 januari, fortsatte Stadium Series i New York, New York och spel mellan divisionskonkurrenterna New Jersey Devils och New York Rangers på basebollarenan Yankee Stadium. Den 29 januari var det match igen på Yankee Stadium och den här gången mellan lokalkonkurrenterna New York Islanders och New York Rangers. Årets upplaga av Stadium Series avslutades den 1 mars i Chicago, Illinois när Chicago Blackhawks och Pittsburgh Penguins drabbade samman på Soldier Field.

## Dodger Stadium: Los Angeles Kings vs Anaheim Ducks (25 januari)

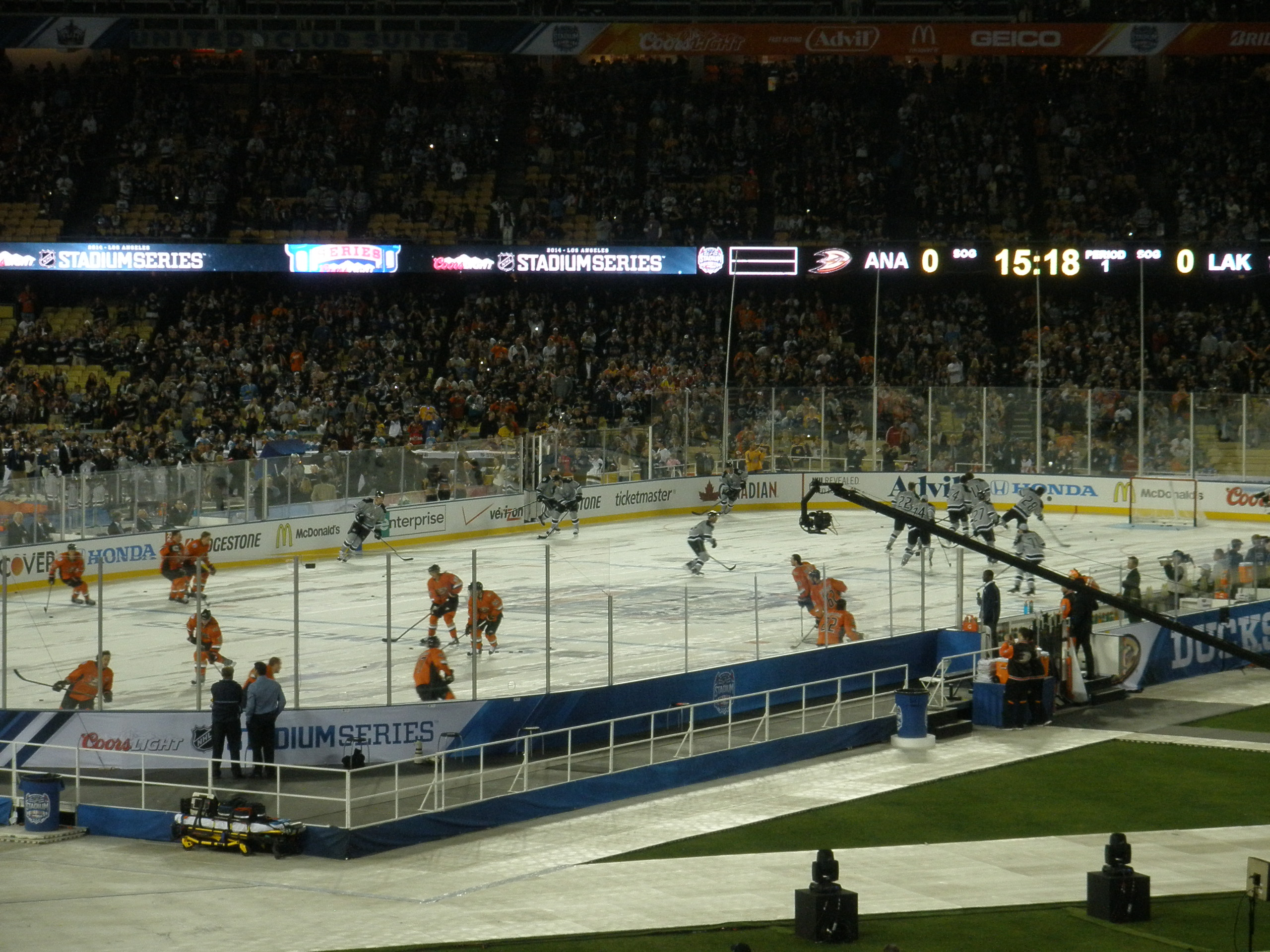
Uppvärmningen inför matchen på Dodger Stadium.

Matchen mellan lokalkonkurrenterna Los Angeles Kings och Anaheim Ducks var öppningsmatchen i 2014 års NHL Stadium Series och spelades på basebollarenan Dodger Stadium. Det blev en enkel match för Ducks, som vann matchen med klara 3-0. De inledde målskyttet efter 2:45 i första perioden med att Corey Perry, framspelad av Ryan Getzlaf, satte pucken bakom Jonathan Quick i Kings mål. Matt Beleskey utökade Ducks ledning till 2-0, efter att han blev framspelad av Nick Bonino och Teemu Selänne. I tredje perioden fastställde Andrew Cogliano, framspelad av Kyle Palmieri, slutresultatet till 3-0. Matchens spelare blev målvakten Jonas Hiller i Ducks, efter att han lyckades hålla nollan, det vill säga att inte släppa in något mål.

### Laguppställningarna
| Vänsterforwards   | Centrar           | Högerforwards   |
| ----------------- | ----------------- | --------------- |
| Dwight King       | Anže Kopitar (A)  | Trevor Lewis    |
| Matt Frattin      | Mike Richards (A) | Jeff Carter     |
| Dustin Brown (C)  | Jarret Stoll      | Justin Williams |
| Kyle Clifford     | Colin Fraser      | Jordan Nolan    |
| Backar            |                   | Backar          |
| Jake Muzzin       |                   | Drew Doughty    |
| Vjatjeslav Vojnov |                   | Willie Mitchell |
| Robyn Regehr      |                   | Alec Martinez   |
|                   | Målvakter         |                 |
|                   | Jonathan Quick    |                 |
|                   | Martin Jones      |                 |
|                   | Tränare           |                 |
|                   | Darryl Sutter     |                 |

| Vänsterforwards     | Centrar           | Högerforwards     |
| ------------------- | ----------------- | ----------------- |
| Dustin Penner       | Ryan Getzlaf (C)  | Corey Perry       |
| Patrick Maroon      | Kyle Palmieri     | Teemu Selänne (A) |
| Daniel Winnik       | Saku Koivu (A)    | Andrew Cogliano   |
| Matt Beleskey       | Nick Bonino       | Tim Jackman       |
| Backar              |                   | Backar            |
| François Beauchemin |                   | Hampus Lindholm   |
| Cam Fowler          |                   | Ben Lovejoy       |
| Mark Fistric        |                   | Bryan Allen       |
|                     | Målvakter         |                   |
|                     | Jonas Hiller      |                   |
|                     | Frederik Andersen |                   |
|                     | Tränare           |                   |
|                     | Bruce Boudreau    |                   |

### Matchstatistik
| 782        | 25 januari 2015 | Los Angeles Kings                                       | 0–3     | Anaheim Ducks | Dodger Stadium | |
| 7:16 (PST) | 7:16 (PST)      | Första perioden: — Andra perioden: — Tredje perioden: — | Rapport | Första perioden: (2:45) Corey Perry Assist: Getzlaf (8:12) Matt Beleskey Assists: Bonino, Selänne Andra perioden: — Tredje perioden: (18:31) Andrew Cogliano Assist: Palmieri | Los Angeles, Kalifornien, USA Publik: 54 099 Domare: Chris Lee & Brad Watson Linjedomare: Don Henderson & Shane Heyer | Los Angeles, Kalifornien, USA Publik: 54 099 Domare: Chris Lee & Brad Watson Linjedomare: Don Henderson & Shane Heyer |
| 7:16 (PST) | 7:16 (PST)      |                                                         |         | | Los Angeles, Kalifornien, USA Publik: 54 099 Domare: Chris Lee & Brad Watson Linjedomare: Don Henderson & Shane Heyer | Los Angeles, Kalifornien, USA Publik: 54 099 Domare: Chris Lee & Brad Watson Linjedomare: Don Henderson & Shane Heyer |
| 7:16 (PST) | 7:16 (PST)      |                                                         |         | | Los Angeles, Kalifornien, USA Publik: 54 099 Domare: Chris Lee & Brad Watson Linjedomare: Don Henderson & Shane Heyer | Los Angeles, Kalifornien, USA Publik: 54 099 Domare: Chris Lee & Brad Watson Linjedomare: Don Henderson & Shane Heyer |

|                   | Los Angeles Kings | Anaheim Ducks |
| ----------------- | ----------------- | ------------- |
| Powerplay         | 0/4               | 0/3           |
| Tacklingar        | 38                | 33            |
| Vunna tekningar   | 37                | 31            |
| Blockerade skott  | 2                 | 17            |
| Utvisningsminuter | 13                | 15            |

| Period | Los Angeles Kings | Anaheim Ducks |
| ------ | ----------------- | ------------- |
| Första | 20                | 7             |
| Andra  | 6                 | 6             |
| Tredje | 10                | 8             |
| Totalt | 36                | 21            |

#### Utvisningar
| Spelare                                            | Utvisning                                 | Utvisningsminuter | Tid             |
| Första perioden                                    | Första perioden                           | Första perioden   | Första perioden |
| -------------------------------------------------- | ----------------------------------------- | ----------------- | --------------- |
| Colin Fraser                                       | Roughing (av Patrick Maroon)              | 2:00              | 13:08           |
| Andra perioden                                     |                                           |                   |                 |
| Kyle Clifford                                      | Slagsmål (med Tim Jackman)                | 5:00              | 2:39            |
| Vjatjeslav Vojnov                                  | Fördröjning av spel (Puck över plexiglas) | 2:00              | 3:09            |
| Colin Fraser                                       | Hög klubba (mot Saku Koivu)               | 2:00              | 7:52            |
| Drew Doughty                                       | Tripping (av Patrick Maroon)              | 2:00              | 14:46           |
| Tredje perioden                                    |                                           |                   |                 |
| Termer: Förseelser som leder till utvisningsstraff |                                           |                   |                 |

| Spelare         | Utvisning                                 | Utvisningsminuter | Tid             |
| Första perioden | Första perioden                           | Första perioden   | Första perioden |
| --------------- | ----------------------------------------- | ----------------- | --------------- |
| Patrick Maroon  | Roughing (av Colin Fraser)                | 2:00              | 13:08           |
| Bryan Allen     | Hakning (av Mike Richards)                | 2:00              | 15:49           |
| Andra perioden  |                                           |                   |                 |
| Tim Jackman     | Slagsmål (med Kyle Clifford)              | 5:00              | 2:39            |
| Hampus Lindholm | Interference (mot Dustin Brown)           | 2:00              | 6:38            |
| Kyle Palmieri   | Hakning (av Willie Mitchell)              | 2:00              | 19:23           |
| Tredje perioden |                                           |                   |                 |
| Kyle Palmieri   | Interference mot målvakt (Jonathan Quick) | 2:00              | 1:43            |

### Statistik

#### Los Angeles Kings

##### Utespelare
| Spelare           | Mål | Assists | Poäng | +/− | Utvisningsminuter | Skott | Vunna tekningar (%) | Tacklingar | Tid på isen |
| ----------------- | --- | ------- | ----- | --- | ----------------- | ----- | ------------------- | ---------- | ----------- |
| Dustin Brown      | 0   | 0       | 0     | −1  | 0                 | 3     | —                   | 4          | 14:55       |
| Jeff Carter       | 0   | 0       | 0     | −2  | 2                 | 7     | 56%                 | 0          | 21:28       |
| Kyle Clifford     | 0   | 0       | 0     | 0   | 5                 | 0     | —                   | 6          | 8:07        |
| Drew Doughty      | 0   | 0       | 0     | −1  | 2                 | 3     | —                   | 5          | 27:06       |
| Colin Fraser      | 0   | 0       | 0     | 0   | 2                 | 0     | 33%                 | 4          | 6:36        |
| Matt Frattin      | 0   | 0       | 0     | −1  | 0                 | 2     | —                   | 0          | 10:40       |
| Dwight King       | 0   | 0       | 0     | −1  | 0                 | 1     | —                   | 4          | 16:47       |
| Anže Kopitar      | 0   | 0       | 0     | −1  | 0                 | 5     | 47%                 | 1          | 23:20       |
| Trevor Lewis      | 0   | 0       | 0     | 0   | 0                 | 1     | —                   | 0          | 14:04       |
| Alec Martinez     | 0   | 0       | 0     | −1  | 0                 | 1     | —                   | 0          | 12:01       |
| Willie Mitchell   | 0   | 0       | 0     | −1  | 0                 | 0     | —                   | 1          | 18:49       |
| Jake Muzzin       | 0   | 0       | 0     | −1  | 0                 | 3     | —                   | 5          | 20:41       |
| Jordan Nolan      | 0   | 0       | 0     | 0   | 0                 | 0     | —                   | 0          | 5:28        |
| Robyn Regehr      | 0   | 0       | 0     | −1  | 0                 | 1     | —                   | 2          | 18:12       |
| Mike Richards     | 0   | 0       | 0     | −2  | 0                 | 0     | 67%                 | 0          | 18:02       |
| Jarret Stoll      | 0   | 0       | 0     | −1  | 0                 | 1     | 56%                 | 5          | 16:37       |
| Vjatjeslav Vojnov | 0   | 0       | 0     | −1  | 2                 | 3     | —                   | 5          | 22:51       |
| Justin Williams   | 0   | 0       | 0     | −1  | 0                 | 3     | —                   | 1          | 17:06       |
| Källa:            |     |         |       |     |                   |       |                     |            |             |

##### Målvakt
| Spelare        | Skott mot sig | Räddningar | Insläppta mål | Räddningsprocent | Utvisningsminuter | Tid på isen |
| -------------- | ------------- | ---------- | ------------- | ---------------- | ----------------- | ----------- |
| Jonathan Quick | 20            | 18         | 2             | 90,0%            | 0                 | 59:10       |
| Källa:         |               |            |               |                  |                   |             |

#### Anaheim Ducks

##### Utespelare
| Spelare             | Mål | Assists | Poäng | +/− | Utvisningsminuter | Skott | Vunna tekningar (%) | Tacklingar | Tid på isen |
| ------------------- | --- | ------- | ----- | --- | ----------------- | ----- | ------------------- | ---------- | ----------- |
| Matt Beleskey       | 1   | 0       | 1     | +1  | 0                 | 4     | —                   | 5          | 16:16       |
| Andrew Cogliano     | 1   | 0       | 1     | +1  | 0                 | 3     | —                   | 2          | 14:01       |
| Corey Perry         | 1   | 0       | 1     | +1  | 0                 | 1     | —                   | 0          | 15:24       |
| Nick Bonino         | 0   | 1       | 1     | +2  | 0                 | 2     | 44%                 | 0          | 19:13       |
| Ryan Getzlaf        | 0   | 1       | 1     | +1  | 0                 | 0     | 44%                 | 2          | 19:41       |
| Kyle Palmieri       | 0   | 1       | 1     | +1  | 4                 | 1     | —                   | 4          | 12:28       |
| Teemu Selänne       | 0   | 1       | 1     | +1  | 0                 | 0     | 0%                  | 0          | 14:00       |
| Bryan Allen         | 0   | 0       | 0     | +1  | 2                 | 0     | —                   | 2          | 18:39       |
| François Beauchemin | 0   | 0       | 0     | +2  | 0                 | 1     | —                   | 2          | 24:41       |
| Mark Fistric        | 0   | 0       | 0     | 0   | 0                 | 0     | —                   | 9          | 13:51       |
| Cam Fowler          | 0   | 0       | 0     | +1  | 0                 | 1     | —                   | 1          | 22:35       |
| Tim Jackman         | 0   | 0       | 0     | 0   | 5                 | 0     | —                   | 0          | 8:21        |
| Saku Koivu          | 0   | 0       | 0     | 0   | 0                 | 0     | 56%                 | 0          | 14:57       |
| Hampus Lindholm     | 0   | 0       | 0     | +1  | 2                 | 1     | —                   | 0          | 20:16       |
| Ben Lovejoy         | 0   | 0       | 0     | +1  | 0                 | 2     | —                   | 1          | 17:39       |
| Patrick Maroon      | 0   | 0       | 0     | 0   | 2                 | 0     | —                   | 2          | 8:22        |
| Dustin Penner       | 0   | 0       | 0     | +1  | 0                 | 4     | —                   | 2          | 12:47       |
| Daniel Winnik       | 0   | 0       | 0     | 0   | 0                 | 1     | 33%                 | 1          | 16:49       |
| Källa:              |     |         |       |     |                   |       |                     |            |             |

##### Målvakt
| Spelare      | Skott mot sig | Räddningar | Insläppta mål | Räddningsprocent | Utvisningsminuter | Tid på isen |
| ------------ | ------------- | ---------- | ------------- | ---------------- | ----------------- | ----------- |
| Jonas Hiller | 36            | 36         | 0             | 100%             | 0                 | 60:00       |
| Källa:       |               |            |               |                  |                   |             |

## Yankee Stadium: New Jersey Devils vs New York Rangers (26 januari)

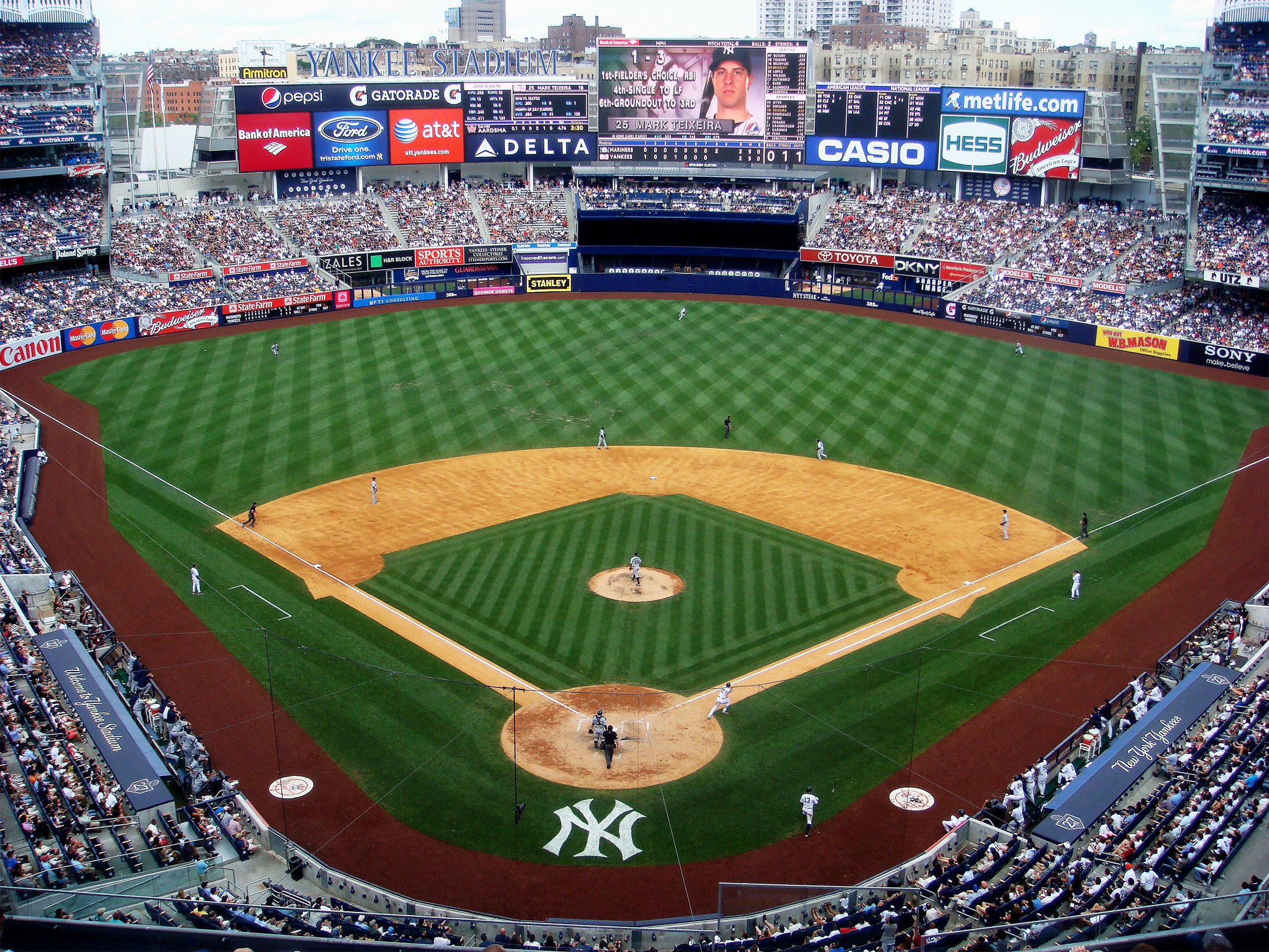
Baseballarenan Yankee Stadium stod värd för matchen.

Mötet mellan New Jersey Devils och New York Rangers var Stadium Series andra match och första matchen på basebollarenan Yankee Stadium samt lagens fjärde möte med varandra under säsongen. Matchen blev en målrik en på Yankee Stadium, där Rangers gjorde sju mål varav hela sex mål under de två första perioderna på Devils målvaktslegendar Martin Brodeur. Devils öppnade målskyttet när Patrik Eliáš, framspelad av Ryane Clowe, satte pucken bakom Henrik Lundqvist i Rangers mål. Rangers kunde kvittera genom att Dominic Moore, framspelad av Anton Strålman och Brian Boyle, gjorde 1-1. Devils kunde återigen ta ledningen när Eliáš gjorde mål igen, den här gången i ett powerplay och där han blev framspelad av Jaromír Jágr och Marek Židlický. Några minuter senare utökade Devils ledningen ytterligare  och satte 3-1 efter att Travis Zajac, framspelad av Jágr och Mark Fayne, kunde sätta pucken i Rangers nät. Rangers svarade dock med att göra 3-2 via Marc Staal, framspelad av Moore, redan efter bara 52 sekunder. I andra perioden la Rangers i en till växel och gjorde fyra mål till genom Mats Zuccarello Aasen som gjorde både 3-3 och 3-4, han blev framspelad till första målet av John Moore och Derick Brassard och blev framspelad till andra målet av Brassard och Benoît Pouliot, Carl Hagelin gjorde 3-5, framspelad av Ryan Callahan och Strålman och Rick Nash satte 3-6 till Rangers efter puck från Derek Stepan och Staal. Till tredje perioden valde Devils byta ut Brodeur till förmån av Cory Schneider men det hjälpte inte när Stepan fastställde slutresultatet till 3-7 efter en straff i tredje periodens tionde minut. Matchens spelare blev Zuccarello Aasen efter sina två mål på Brodeur i Devils mål.

### Laguppställningarna
| Vänsterforwards    | Centrar          | Högerforwards  |
| ------------------ | ---------------- | -------------- |
| Jacob Josefson     | Travis Zajac (A) | Jaromír Jágr   |
| Ryane Clowe        | Adam Henrique    | Michael Ryder  |
| Dainius Zubrus     | Patrik Eliáš (A) | Damien Brunner |
| Ryan Carter        | Stephen Gionta   | Steve Bernier  |
| Backar             |                  | Backar         |
| Mark Fayne         |                  | Andy Greene    |
| Bryce Salvador (C) |                  | Marek Židlický |
| Anton Voltjenkov   |                  | Éric Gelinas   |
|                    | Målvakter        |                |
|                    | Martin Brodeur   |                |
|                    | Cory Schneider   |                |
|                    | Tränare          |                |
|                    | Peter DeBoer     |                |

| Vänsterforwards | Centrar           | Högerforwards         |
| --------------- | ----------------- | --------------------- |
| Chris Kreider   | Derek Stepan      | Rick Nash             |
| Carl Hagelin    | Brad Richards (A) | Ryan Callahan (C)     |
| Benoît Pouliot  | Derick Brassard   | Mats Zuccarello Aasen |
| Brian Boyle     | Dominic Moore     | Daniel Carcillo       |
| Backar          |                   | Backar                |
| Ryan McDonagh   |                   | Daniel Girardi        |
| Marc Staal (A)  |                   | Anton Strålman        |
| John Moore      |                   | Kevin Klein           |
|                 | Målvakter         |                       |
|                 | Henrik Lundqvist  |                       |
|                 | Cam Talbot        |                       |
|                 | Tränare           |                       |
|                 | Alain Vigneault   |                       |

### Matchstatistik
| 784        | 26 januari 2015 | New Jersey Devils | 3–7     | New York Rangers | Yankee Stadium | |
| 1:41 (EST) | 1:41 (EST)      | Första perioden: Patrik Eliáš (5:36) Assist: Clowe Patrik Eliáš (Powerplay) (11:00) Assists: Jágr, Židlický Travis Zajac (16:07) Assists: Jágr, Fayne Andra perioden: — Tredje perioden: — | Rapport | Första perioden: (9:07) Dominic Moore Assists: Strålman, Boyle (16:59) Marc Staal Assist: Moore Andra perioden: (2:48) Mats Zuccarello Aasen Assists: Moore, Brassard (12:44) Mats Zuccarello Aasen Assists: Brassard, Pouliot (13:53) Carl Hagelin Assists: Callahan, Strålman (19:31) Rick Nash Assists: Stepan, Staal Tredje perioden: (10:06) Derek Stepan (straff) | New York, New York, USA Publik: 54 105 Domare: Paul Devorski & Wes McCauley Linjedomare: Steve Miller & Tony Sericolo | New York, New York, USA Publik: 54 105 Domare: Paul Devorski & Wes McCauley Linjedomare: Steve Miller & Tony Sericolo |
| 1:41 (EST) | 1:41 (EST)      | |         | | New York, New York, USA Publik: 54 105 Domare: Paul Devorski & Wes McCauley Linjedomare: Steve Miller & Tony Sericolo | New York, New York, USA Publik: 54 105 Domare: Paul Devorski & Wes McCauley Linjedomare: Steve Miller & Tony Sericolo |
| 1:41 (EST) | 1:41 (EST)      | |         | | New York, New York, USA Publik: 54 105 Domare: Paul Devorski & Wes McCauley Linjedomare: Steve Miller & Tony Sericolo | New York, New York, USA Publik: 54 105 Domare: Paul Devorski & Wes McCauley Linjedomare: Steve Miller & Tony Sericolo |

|                   | New Jersey Devils | New York Rangers |
| ----------------- | ----------------- | ---------------- |
| Powerplay         | 1/2               | 0/3              |
| Tacklingar        | 21                | 16               |
| Vunna tekningar   | 29                | 37               |
| Blockerade skott  | 11                | 12               |
| Utvisningsminuter | 6                 | 4                |

| Period | New Jersey Devils | New York Rangers |
| ------ | ----------------- | ---------------- |
| Första | 10                | 10               |
| Andra  | 7                 | 11               |
| Tredje | 5                 | 5                |
| Totalt | 22                | 26               |

#### Utvisningar
| Spelare                                            | Utvisning                      | Utvisningsminuter | Tid             |
| Första perioden                                    | Första perioden                | Första perioden   | Första perioden |
| -------------------------------------------------- | ------------------------------ | ----------------- | --------------- |
| Patrik Eliáš                                       | Roughing (av Daniel Girardi)   | 2:00              | 02:20           |
| Mark Fayne                                         | Hakning (av Chris Kreider)     | 2:00              | 19:11           |
| Andra perioden                                     |                                |                   |                 |
| Marek Židlický                                     | Cross checking (mot Rick Nash) | 2:00              | 6:14            |
| Tredje perioden                                    |                                |                   |                 |
| Termer: Förseelser som leder till utvisningsstraff |                                |                   |                 |

| Spelare         | Utvisning                      | Utvisningsminuter | Tid             |
| Första perioden | Första perioden                | Första perioden   | Första perioden |
| --------------- | ------------------------------ | ----------------- | --------------- |
| Brian Boyle     | Roughing (av Anton Voltjenkov) | 2:00              | 02:01           |
| Derick Brassard | Tripping (av Stephen Gionta)   | 2:00              | 10:38           |
| Andra perioden  |                                |                   |                 |
| Tredje perioden |                                |                   |                 |

### Statistik

#### New Jersey Devils

##### Utespelare
| Spelare          | Mål | Assists | Poäng | +/− | Utvisningsminuter | Skott | Vunna tekningar (%) | Tacklingar | Tid på isen |
| ---------------- | --- | ------- | ----- | --- | ----------------- | ----- | ------------------- | ---------- | ----------- |
| Patrik Eliáš     | 2   | 0       | 2     | 0   | 2                 | 3     | 25%                 | 0          | 14:28       |
| Jaromír Jágr     | 0   | 2       | 2     | +1  | 0                 | 2     | —                   | 0          | 15:00       |
| Travis Zajac     | 1   | 0       | 1     | 0   | 0                 | 4     | 63%                 | 0          | 17:22       |
| Ryane Clowe      | 0   | 1       | 1     | −2  | 0                 | 0     | —                   | 2          | 16:07       |
| Mark Fayne       | 0   | 1       | 1     | +1  | 2                 | 2     | —                   | 1          | 18:21       |
| Marek Židlický   | 0   | 1       | 1     | −2  | 2                 | 1     | —                   | 3          | 23:45       |
| Steve Bernier    | 0   | 0       | 0     | −1  | 0                 | 0     | —                   | 2          | 11:43       |
| Damien Brunner   | 0   | 0       | 0     | −1  | 0                 | 2     | 0%                  | 0          | 13:09       |
| Ryan Carter      | 0   | 0       | 0     | −1  | 0                 | 0     | —                   | 1          | 12:25       |
| Éric Gelinas     | 0   | 0       | 0     | −2  | 0                 | 2     | —                   | 0          | 18:18       |
| Stephen Gionta   | 0   | 0       | 0     | −1  | 0                 | 1     | 50%                 | 3          | 13:24       |
| Andy Greene      | 0   | 0       | 0     | 0   | 0                 | 1     | —                   | 2          | 17:14       |
| Adam Henrique    | 0   | 0       | 0     | −3  | 0                 | 2     | 33%                 | 1          | 17:47       |
| Jacob Josefson   | 0   | 0       | 0     | 1   | 0                 | 1     | 25%                 | 0          | 12:55       |
| Michael Ryder    | 0   | 0       | 0     | −3  | 0                 | 0     | —                   | 1          | 15:40       |
| Bryce Salvador   | 0   | 0       | 0     | −3  | 0                 | 1     | —                   | 1          | 23:46       |
| Anton Voltjenkov | 0   | 0       | 0     | −2  | 0                 | 0     | —                   | 2          | 18:22       |
| Dainius Zubrus   | 0   | 0       | 0     | −2  | 0                 | 0     | 100%                | 2          | 14:14       |
| Källa:           |     |         |       |     |                   |       |                     |            |             |

##### Målvakt
| Spelare        | Skott mot sig | Räddningar | Insläppta mål | Räddningsprocent | Utvisningsminuter | Tid på isen |
| -------------- | ------------- | ---------- | ------------- | ---------------- | ----------------- | ----------- |
| Martin Brodeur | 21            | 15         | 6             | 71,4%            | 0                 | 40:00       |
| Cory Schneider | 5             | 4          | 1             | 80,0%            | 0                 | 20:00       |
| Källa:         |               |            |               |                  |                   |             |

#### New York Rangers

##### Utespelare
| Spelare               | Mål | Assists | Poäng | +/− | Utvisningsminuter | Skott | Vunna tekningar (%) | Tacklingar | Tid på isen |
| --------------------- | --- | ------- | ----- | --- | ----------------- | ----- | ------------------- | ---------- | ----------- |
| Mats Zuccarello Aasen | 2   | 0       | 2     | +2  | 0                 | 4     | —                   | 2          | 17:46       |
| Dominic Moore         | 1   | 1       | 2     | +1  | 0                 | 2     | 75%                 | 0          | 10:15       |
| Marc Staal            | 1   | 1       | 2     | +4  | 0                 | 4     | —                   | 1          | 18:31       |
| Derek Stepan          | 1   | 1       | 2     | +2  | 0                 | 3     | 44%                 | 0          | 16:07       |
| Derick Brassard       | 0   | 2       | 2     | +2  | 2                 | 0     | 56%                 | 2          | 17:46       |
| Anton Strålman        | 0   | 2       | 2     | +4  | 0                 | 0     | —                   | 3          | 19:49       |
| Carl Hagelin          | 1   | 0       | 1     | 0   | 0                 | 2     | —                   | 1          | 16:19       |
| Rick Nash             | 1   | 0       | 1     | +1  | 0                 | 1     | —                   | 0          | 14:59       |
| Brian Boyle           | 0   | 1       | 1     | +1  | 2                 | 1     | 33%                 | 1          | 10:50       |
| Ryan Callahan         | 0   | 1       | 1     | 0   | 0                 | 1     | —                   | 1          | 16:08       |
| John Moore            | 0   | 1       | 1     | +1  | 0                 | 1     | —                   | 2          | 18:01       |
| Benoît Pouliot        | 0   | 1       | 1     | +2  | 0                 | 0     | —                   | 1          | 16:45       |
| Daniel Carcillo       | 0   | 0       | 0     | +1  | 0                 | 0     | —                   | 0          | 10:26       |
| Daniel Girardi        | 0   | 0       | 0     | −1  | 0                 | 2     | —                   | 0          | 18:15       |
| Kevin Klein           | 0   | 0       | 0     | +1  | 0                 | 0     | —                   | 0          | 19:01       |
| Chris Kreider         | 0   | 0       | 0     | +1  | 0                 | 0     | 0%                  | 0          | 15:49       |
| Ryan McDonagh         | 0   | 0       | 0     | −1  | 0                 | 0     | —                   | 2          | 22:56       |
| Brad Richards         | 0   | 0       | 0     | 0   | 0                 | 5     | 67%                 | 0          | 17:55       |
| Källa:                |     |         |       |     |                   |       |                     |            |             |

##### Målvakt
| Spelare          | Skott mot sig | Räddningar | Insläppta mål | Räddningsprocent | Utvisningsminuter | Tid på isen |
| ---------------- | ------------- | ---------- | ------------- | ---------------- | ----------------- | ----------- |
| Henrik Lundqvist | 22            | 19         | 3             | 86,4%            | 0                 | 60:00       |
| Källa:           |               |            |               |                  |                   |             |

## Yankee Stadium: New York Islanders vs New York Rangers (29 januari)

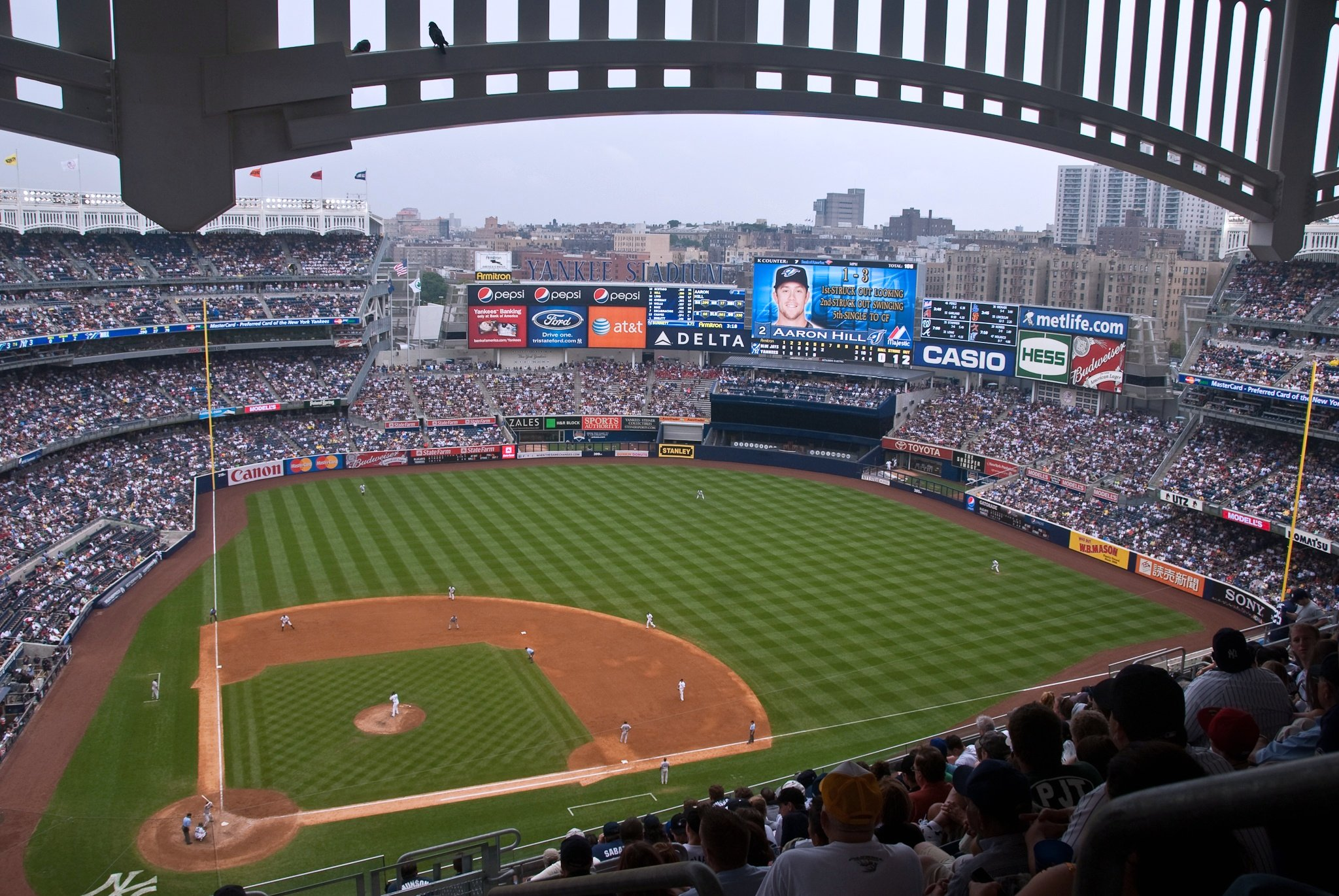
Baseballarenan Yankee Stadium stod värd för matchen.

Lokalderbyt mellan New York Islanders och New York Rangers var Stadium Series tredje möte och andra matchen på basebollarenan Yankee Stadium samt det fjärde mötet för säsongen mellan lagen. För Rangers del innebar det att det var den andra utomhusmatchen inom fyra dagar. Det blev en tät match mellan rivalerna och där Rangers vann återigen på Yankee Stadium, den här gången med 2-1 inför 50 027 åskådare på läktarna. Det var dock Islanders som tog ledningen efter att Brock Nelson, framspelad av Matt Donovan och Cal Clutterbuck, satte pucken i nät bakom Henrik Lundqvist i andra perioden. Rangers svarade dock omedelbart och Benoît Pouliot kunde utjämna matchen med sitt 1-1 mål redan efter 40 sekunder. I början av tredje perioden avgjorde Daniel Carcillo, framspelad av Dominic Moore och Brian Boyle, matchen till Rangers fördel och Islanders kunde inte forcera in en kvittering, tack vare att Lundqvist spikade igen och lagets defensiv var effektiva med att ta bort motståndarna. Lundqvist utsågs till matchens spelare med bara ett insläppt mål på 31 skottförsök från Islanders.
Rangers gjorde en 100% framträdande och vann båda matcherna på Yankee Stadium.

### Laguppställningarna
| Vänsterforwards   | Centrar          | Högerforwards        |
| ----------------- | ---------------- | -------------------- |
| Thomas Vanek      | John Tavares (C) | Kyle Okposo (A)      |
| Peter Regin       | Frans Nielsen    | Josh Bailey          |
| Michael Grabner   | Brock Nelson     | Cal Clutterbuck      |
| Matt Martin       | Casey Cizikas    | Colin McDonald       |
| Backar            |                  | Backar               |
| Brian Strait      |                  | Andrew MacDonald (A) |
| Calvin de Haan    |                  | Thomas Hickey        |
| Ľubomír Višňovský |                  | Matt Donovan         |
|                   | Målvakter        |                      |
|                   | Jevgenij Nabokov |                      |
|                   | Kevin Poulin     |                      |
|                   | Tränare          |                      |
|                   | Jack Capuano     |                      |

| Vänsterforwards | Centrar           | Högerforwards         |
| --------------- | ----------------- | --------------------- |
| Chris Kreider   | Derek Stepan      | Rick Nash             |
| Carl Hagelin    | Brad Richards (A) | Ryan Callahan (C)     |
| Benoît Pouliot  | Derick Brassard   | Mats Zuccarello Aasen |
| Brian Boyle     | Dominic Moore     | Daniel Carcillo       |
| Backar          |                   | Backar                |
| Ryan McDonagh   |                   | Daniel Girardi        |
| Marc Staal (A)  |                   | Anton Strålman        |
| John Moore      |                   | Kevin Klein           |
|                 | Målvakter         |                       |
|                 | Henrik Lundqvist  |                       |
|                 | Cam Talbot        |                       |
|                 | Tränare           |                       |
|                 | Alain Vigneault   |                       |

### Matchstatistik
| 806        | 29 januari 2015 | New York Islanders                                                                                       | 1–2     | New York Rangers | Yankee Stadium | |
| 7:45 (EST) | 7:45 (EST)      | Första perioden: — Andra perioden: Brock Nelson (18:33) Assists: Donovan, Clutterbuck Tredje perioden: — | Rapport | Första perioden: — Andra perioden: (19:13) Benoît Pouliot Assists: Brassard, Zuccarello Aasen Tredje perioden: (4:36) Daniel Carcillo Assists: Moore, Boyle | New York, New York, USA Publik: 50 027 Domare: Eric Furlatt & Dan O'Rourke Linjedomare: Ryan Galloway & Jonny Murray | New York, New York, USA Publik: 50 027 Domare: Eric Furlatt & Dan O'Rourke Linjedomare: Ryan Galloway & Jonny Murray |
| 7:45 (EST) | 7:45 (EST)      | |         | | New York, New York, USA Publik: 50 027 Domare: Eric Furlatt & Dan O'Rourke Linjedomare: Ryan Galloway & Jonny Murray | New York, New York, USA Publik: 50 027 Domare: Eric Furlatt & Dan O'Rourke Linjedomare: Ryan Galloway & Jonny Murray |
| 7:45 (EST) | 7:45 (EST)      | |         | | New York, New York, USA Publik: 50 027 Domare: Eric Furlatt & Dan O'Rourke Linjedomare: Ryan Galloway & Jonny Murray | New York, New York, USA Publik: 50 027 Domare: Eric Furlatt & Dan O'Rourke Linjedomare: Ryan Galloway & Jonny Murray |

|                   | New York Islanders | New York Rangers |
| ----------------- | ------------------ | ---------------- |
| Powerplay         | 0/4                | 0/1              |
| Tacklingar        | 16                 | 17               |
| Vunna tekningar   | 34                 | 27               |
| Blockerade skott  | 11                 | 17               |
| Utvisningsminuter | 4                  | 10               |

| Period | New York Islanders | New York Rangers |
| ------ | ------------------ | ---------------- |
| Första | 10                 | 6                |
| Andra  | 15                 | 14               |
| Tredje | 6                  | 14               |
| Totalt | 31                 | 34               |

#### Utvisningar
| Spelare                                            | Utvisning                  | Utvisningsminuter | Tid             |
| Första perioden                                    | Första perioden            | Första perioden   | Första perioden |
| Andra perioden                                     | Andra perioden             | Andra perioden    | Andra perioden  |
| -------------------------------------------------- | -------------------------- | ----------------- | --------------- |
| Kyle Okposo                                        | Hakning (av Dominic Moore) | 2:00              | 10:11           |
| Tredje perioden                                    |                            |                   |                 |
| Thomas Vanek                                       | Hakning (av Rick Nash)     | 2:00              | 0:23            |
| Termer: Förseelser som leder till utvisningsstraff |                            |                   |                 |

| Spelare               | Utvisning                        | Utvisningsminuter | Tid             |
| Första perioden       | Första perioden                  | Första perioden   | Första perioden |
| --------------------- | -------------------------------- | ----------------- | --------------- |
| Brad Richards         | Hakning (av Thomas Vanek)        | 2:00              | 3:24            |
| Mats Zuccarello Aasen | Interference (mot Peter Regin)   | 2:00              | 17:57           |
| Andra perioden        |                                  |                   |                 |
| Rick Nash             | Filmning                         | 2:00              | 10:11           |
| Daniel Carcillo       | Roughing (mot Calvin de Haan)    | 2:00              | 12:59           |
| Tredje perioden       |                                  |                   |                 |
| Brian Boyle           | Cross checking (mot Kyle Okposo) | 2:00              | 19:57           |

### Statistik

#### New York Islanders

##### Utespelare
| Spelare           | Mål | Assists | Poäng | +/− | Utvisningsminuter | Skott | Vunna tekningar (%) | Tacklingar | Tid på isen |
| ----------------- | --- | ------- | ----- | --- | ----------------- | ----- | ------------------- | ---------- | ----------- |
| Brock Nelson      | 1   | 0       | 1     | 0   | 0                 | 2     | 54%                 | 2          | 14:44       |
| Cal Clutterbuck   | 0   | 1       | 1     | 0   | 0                 | 2     | —                   | 2          | 13:46       |
| Matt Donovan      | 0   | 1       | 1     | 1   | 0                 | 2     | —                   | 1          | 15:13       |
| Josh Bailey       | 0   | 0       | 0     | 0   | 0                 | 2     | 75%                 | 3          | 15:48       |
| Casey Cizikas     | 0   | 0       | 0     | 0   | 0                 | 1     | 55%                 | 0          | 11:16       |
| Calvin de Haan    | 0   | 0       | 0     | 1   | 0                 | 1     | —                   | 2          | 18:40       |
| Michael Grabner   | 0   | 0       | 0     | 0   | 0                 | 2     | —                   | 0          | 12:28       |
| Thomas Hickey     | 0   | 0       | 0     | −1  | 0                 | 0     | —                   | 1          | 16:10       |
| Andrew MacDonald  | 0   | 0       | 0     | −1  | 0                 | 1     | —                   | 0          | 24:15       |
| Matt Martin       | 0   | 0       | 0     | 0   | 0                 | 1     | —                   | 1          | 10:45       |
| Colin McDonald    | 0   | 0       | 0     | 0   | 0                 | 0     | —                   | 0          | 9:43        |
| Frans Nielsen     | 0   | 0       | 0     | 0   | 0                 | 1     | 33%                 | 0          | 17:34       |
| Kyle Okposo       | 0   | 0       | 0     | −1  | 2                 | 4     | 50%                 | 1          | 20:40       |
| Peter Regin       | 0   | 0       | 0     | 0   | 0                 | 1     | —                   | 0          | 12:33       |
| Brian Strait      | 0   | 0       | 0     | −1  | 0                 | 1     | —                   | 1          | 21:38       |
| John Tavares      | 0   | 0       | 0     | −1  | 0                 | 4     | 65%                 | 0          | 22:29       |
| Thomas Vanek      | 0   | 0       | 0     | −1  | 2                 | 5     | —                   | 0          | 20:12       |
| Ľubomír Višňovský | 0   | 0       | 0     | −1  | 0                 | 1     | —                   | 2          | 19:13       |
| Källa:            |     |         |       |     |                   |       |                     |            |             |

##### Målvakt
| Spelare          | Skott mot sig | Räddningar | Insläppta mål | Räddningsprocent | Utvisningsminuter | Tid på isen |
| ---------------- | ------------- | ---------- | ------------- | ---------------- | ----------------- | ----------- |
| Jevgenij Nabokov | 34            | 32         | 2             | 94,1%            | 0                 | 58:48       |
| Källa:           |               |            |               |                  |                   |             |

#### New York Rangers

##### Utespelare
| Spelare               | Mål | Assists | Poäng | +/− | Utvisningsminuter | Skott | Vunna tekningar (%) | Tacklingar | Tid på isen |
| --------------------- | --- | ------- | ----- | --- | ----------------- | ----- | ------------------- | ---------- | ----------- |
| Daniel Carcillo       | 1   | 0       | 1     | 0   | 2                 | 3     | —                   | 2          | 7:00        |
| Benoît Pouliot        | 1   | 0       | 1     | 0   | 0                 | 3     | —                   | 2          | 10:59       |
| Brian Boyle           | 0   | 1       | 1     | +1  | 2                 | 1     | 80%                 | 2          | 13:21       |
| Derick Brassard       | 0   | 1       | 1     | 1   | 0                 | 3     | 44%                 | 3          | 12:49       |
| Dominic Moore         | 0   | 1       | 1     | 0   | 0                 | 2     | 57%                 | 0          | 10:32       |
| Mats Zuccarello Aasen | 0   | 1       | 1     | +1  | 2                 | 2     | —                   | 1          | 15:12       |
| Ryan Callahan         | 0   | 0       | 0     | 0   | 0                 | 0     | 100%                | 1          | 17:04       |
| Daniel Girardi        | 0   | 0       | 0     | +1  | 0                 | 0     | —                   | 2          | 23:55       |
| Carl Hagelin          | 0   | 0       | 0     | 0   | 0                 | 2     | —                   | 0          | 16:51       |
| Kevin Klein           | 0   | 0       | 0     | −1  | 0                 | 0     | —                   | 0          | 15:29       |
| Chris Kreider         | 0   | 0       | 0     | 0   | 0                 | 3     | 100%                | 1          | 16:00       |
| Ryan McDonagh         | 0   | 0       | 0     | +1  | 0                 | 1     | —                   | 2          | 26:13       |
| John Moore            | 0   | 0       | 0     | 0   | 0                 | 1     | —                   | 0          | 13:27       |
| Rick Nash             | 0   | 0       | 0     | 0   | 2                 | 5     | —                   | 0          | 18:27       |
| Brad Richards         | 0   | 0       | 0     | 0   | 2                 | 4     | 42%                 | 0          | 15:45       |
| Marc Staal            | 0   | 0       | 0     | 0   | 0                 | 0     | —                   | 1          | 20:01       |
| Derek Stepan          | 0   | 0       | 0     | 0   | 0                 | 3     | 31%                 | 0          | 19:46       |
| Anton Strålman        | 0   | 0       | 0     | +1  | 0                 | 1     | —                   | 0          | 19:06       |
| Källa:                |     |         |       |     |                   |       |                     |            |             |

##### Målvakt
| Spelare          | Skott mot sig | Räddningar | Insläppta mål | Räddningsprocent | Utvisningsminuter | Tid på isen |
| ---------------- | ------------- | ---------- | ------------- | ---------------- | ----------------- | ----------- |
| Henrik Lundqvist | 31            | 30         | 1             | 96,8%            | 0                 | 60:00       |
| Källa:           |               |            |               |                  |                   |             |

## Soldier Field: Chicago Blackhawks vs Pittsburgh Penguins (1 mars)

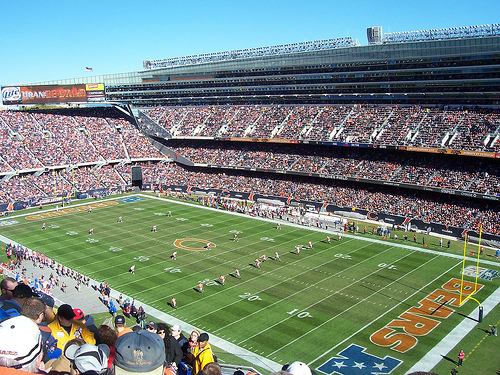
Utomhusarenan Soldier Field stod värd för matchen.

Det här mötet var den fjärde och avslutande matchen i säsongens Stadium Series och spelades på utomhusarenan Soldier Field den 1 mars för att vara höjdpunkten i arrangemanget Hockey Weekend Across America som anordnas årligen av det amerikanska ishockeyförbundet USA Hockey i syfte för att marknadsföra sporten i USA. Lagen som möttes var Chicago Blackhawks och Pittsburgh Penguins och det var deras första möte för säsongen.
Matchen blev en enkel historia för Blackhawks när de besegrade Penguins med hela 5-1 inför 62 921 åskådare på Soldier Field. Patrick Sharp inledde målskyttet när han i första perioden gjorde 1-0, framspelad av Jonathan Toews och Nick Leddy. I andra perioden gjorde Toews själv 2-0 och Kris Versteeg ökade på till 3-0 efter att han blev framspelad av Patrick Kane och Michal Handzuš. Penguins öppnade målskyttet i tredje perioden och reducerade till 3-1 efter att James Neal kunde skjuta in en puck bakom Corey Crawford. Blackhawks lät inte vika ner sig och gjorde både 4-1 och 5-1 av Bryan Bickell, framspelad av Brandon Saad och Michal Rozsíval, respektive Toews, framspelad av Sharp. Matchens spelare blev just Toews efter ha gjort två mål och en assist i matchen.

### Laguppställningarna
| Vänsterforwards   | Centrar            | Högerforwards      |
| ----------------- | ------------------ | ------------------ |
| Patrick Sharp (A) | Jonathan Toews (C) | Marián Hossa       |
| Kris Versteeg     | Michal Handzuš     | Patrick Kane       |
| Bryan Bickell     | Andrew Shaw        | Brandon Saad       |
| Brandon Bollig    | Marcus Krüger      | Ben Smith          |
| Backar            |                    | Backar             |
| Duncan Keith (A)  |                    | Brent Seabrook     |
| Johnny Oduya      |                    | Niklas Hjalmarsson |
| Nick Leddy        |                    | Michal Rozsíval    |
|                   | Målvakter          |                    |
|                   | Corey Crawford     |                    |
|                   | Antti Raanta       |                    |
|                   | Tränare            |                    |
|                   | Joel Quenneville   |                    |

| Vänsterforwards  | Centrar             | Högerforwards   |
| ---------------- | ------------------- | --------------- |
| Chris Kunitz     | Sidney Crosby (C)   | Brian Gibbons   |
| Jussi Jokinen    | Jevgenij Malkin (A) | James Neal      |
| Tanner Glass     | Brandon Sutter      | Simon Després   |
| Taylor Pyatt     | Joe Vitale          | Craig Adams     |
| Backar           |                     | Backar          |
| Olli Määttä      |                     | Matt Niskanen   |
| Rob Scuderi      |                     | Robert Bortuzzo |
| Brooks Orpik (A) |                     | Deryk Engelland |
|                  | Målvakter           |                 |
|                  | Marc-André Fleury   |                 |
|                  | Jeff Zatkoff        |                 |
|                  | Tränare             |                 |
|                  | Dan Bylsma          |                 |

### Matchstatistik
| 910        | 1 mars 2014 | Chicago Blackhawks | 5–1     | Pittsburgh Penguins                                                     | Soldier Field | |
| 7:20 (CST) | 7:20 (CST)  | Första perioden: Patrick Sharp (15:35) Assists: Toews, Leddy Andra perioden: Jonathan Toews (10:47) Kris Versteeg (16:43) Assists: Kane, Handzuš Tredje perioden: Bryan Bickell (13:57) Assists: Saad, Rozsíval Jonathan Toews (17:52) Assist: Sharp | Rapport | Första perioden: — Andra perioden: — Tredje perioden: (6:21) James Neal | Chicago, Illinois, USA Publik: 62 921 Domare: Marc Joannette & Chris Rooney Linjedomare: Derek Nansen & Jay Sharrers | Chicago, Illinois, USA Publik: 62 921 Domare: Marc Joannette & Chris Rooney Linjedomare: Derek Nansen & Jay Sharrers |
| 7:20 (CST) | 7:20 (CST)  | |         |                                                                         | Chicago, Illinois, USA Publik: 62 921 Domare: Marc Joannette & Chris Rooney Linjedomare: Derek Nansen & Jay Sharrers | Chicago, Illinois, USA Publik: 62 921 Domare: Marc Joannette & Chris Rooney Linjedomare: Derek Nansen & Jay Sharrers |
| 7:20 (CST) | 7:20 (CST)  | |         |                                                                         | Chicago, Illinois, USA Publik: 62 921 Domare: Marc Joannette & Chris Rooney Linjedomare: Derek Nansen & Jay Sharrers | Chicago, Illinois, USA Publik: 62 921 Domare: Marc Joannette & Chris Rooney Linjedomare: Derek Nansen & Jay Sharrers |

|                   | Chicago Blackhawks | Pittsburgh Penguins |
| ----------------- | ------------------ | ------------------- |
| Powerplay         | 0/3                | 0/6                 |
| Tacklingar        | 19                 | 32                  |
| Vunna tekningar   | 39                 | 30                  |
| Blockerade skott  | 16                 | 8                   |
| Utvisningsminuter | 12                 | 8                   |

| Period | Chicago Blackhawks | Pittsburgh Penguins |
| ------ | ------------------ | ------------------- |
| Första | 14                 | 5                   |
| Andra  | 17                 | 13                  |
| Tredje | 9                  | 14                  |
| Totalt | 40                 | 32                  |

#### Utvisningar
| Spelare                                            | Utvisning                                 | Utvisningsminuter | Tid             |
| Första perioden                                    | Första perioden                           | Första perioden   | Första perioden |
| -------------------------------------------------- | ----------------------------------------- | ----------------- | --------------- |
| Johnny Oduya                                       | Holding (av James Neal)                   | 2:00              | 17:46           |
| Andra perioden                                     |                                           |                   |                 |
| Duncan Keith                                       | Fördröjning av spel (Puck över plexiglas) | 2:00              | 5:56            |
| Johnny Oduya                                       | Interference (mot Sidney Crosby)          | 2:00              | 7:09            |
| Duncan Keith                                       | Hög klubba (mot Brian Gibbons)            | 2:00              | 11:38           |
| Michal Rozsíval                                    | Tripping (av James Neal)                  | 2:00              | 18:42           |
| Tredje perioden                                    |                                           |                   |                 |
| Marcus Krüger                                      | Fördröjning av spel (Puck över plexiglas) | 2:00              | 10:29           |
| Termer: Förseelser som leder till utvisningsstraff |                                           |                   |                 |

| Spelare         | Utvisning                      | Utvisningsminuter | Tid             |
| Första perioden | Första perioden                | Första perioden   | Första perioden |
| --------------- | ------------------------------ | ----------------- | --------------- |
| Simon Després   | Tripping (av Marcus Krüger)    | 2:00              | 4:12            |
| Tanner Glass    | Boarding (mot Brandon Bollig)  | 2:00              | 11:48           |
| Andra perioden  |                                |                   |                 |
| Simon Després   | Hög klubba (mot Brandon Saad)  | 2:00              | 2:03            |
| Chris Kunitz    | Roughing (mot Michal Rozsíval) | 2:00              | 6:50            |
| Tredje perioden |                                |                   |                 |

### Statistik

#### Chicago Blackhawks

##### Utespelare
| Spelare            | Mål | Assists | Poäng | +/− | Utvisningsminuter | Skott | Vunna tekningar (%) | Tacklingar | Tid på isen |
| ------------------ | --- | ------- | ----- | --- | ----------------- | ----- | ------------------- | ---------- | ----------- |
| Jonathan Toews     | 2   | 1       | 3     | +3  | 0                 | 7     | 56%                 | 0          | 18:56       |
| Patrick Sharp      | 1   | 1       | 2     | +3  | 0                 | 5     | —                   | 0          | 14:41       |
| Bryan Bickell      | 1   | 0       | 1     | 0   | 0                 | 2     | —                   | 2          | 9:06        |
| Kris Versteeg      | 1   | 0       | 1     | +1  | 0                 | 4     | 67%                 | 0          | 13:59       |
| Michal Handzuš     | 0   | 1       | 1     | +1  | 0                 | 3     | 50%                 | 0          | 15:39       |
| Patrick Kane       | 0   | 1       | 1     | 0   | 0                 | 2     | —                   | 0          | 17:55       |
| Nick Leddy         | 0   | 1       | 1     | +3  | 0                 | 2     | —                   | 0          | 14:20       |
| Michal Rozsíval    | 0   | 1       | 1     | +3  | 2                 | 1     | —                   | 2          | 14:20       |
| Brandon Saad       | 0   | 1       | 1     | +4  | 0                 | 3     | —                   | 1          | 17:52       |
| Brandon Bollig     | 0   | 0       | 0     | 0   | 0                 | 2     | —                   | 6          | 11:48       |
| Niklas Hjalmarsson | 0   | 0       | 0     | 0   | 0                 | 1     | —                   | 2          | 22:53       |
| Marián Hossa       | 0   | 0       | 0     | 0   | 0                 | 0     | —                   | 0          | 4:18        |
| Duncan Keith       | 0   | 0       | 0     | +1  | 4                 | 3     | —                   | 0          | 23:04       |
| Marcus Krüger      | 0   | 0       | 0     | 0   | 2                 | 2     | 77%                 | 0          | 17:35       |
| Johhny Oduya       | 0   | 0       | 0     | 0   | 4                 | 0     | —                   | 0          | 20:44       |
| Brent Seabrook     | 0   | 0       | 0     | +1  | 0                 | 1     | —                   | 2          | 22:46       |
| Andrew Shaw        | 0   | 0       | 0     | 0   | 2                 | 1     | 50%                 | 3          | 12:10       |
| Ben Smith          | 0   | 0       | 0     | 0   | 0                 | 1     | 25%                 | 1          | 16:01       |
| Källa:             |     |         |       |     |                   |       |                     |            |             |

##### Målvakt
| Spelare        | Skott mot sig | Räddningar | Insläppta mål | Räddningsprocent | Utvisningsminuter | Tid på isen |
| -------------- | ------------- | ---------- | ------------- | ---------------- | ----------------- | ----------- |
| Corey Crawford | 32            | 31         | 1             | 96,9%            | 0                 | 59:53       |
| Källa:         |               |            |               |                  |                   |             |

#### Pittsburgh Penguins

##### Utespelare
| Spelare         | Mål | Assists | Poäng | +/− | Utvisningsminuter | Skott | Vunna tekningar (%) | Tacklingar | Tid på isen |
| --------------- | --- | ------- | ----- | --- | ----------------- | ----- | ------------------- | ---------- | ----------- |
| James Neal      | 1   | 0       | 1     | +1  | 0                 | 7     | —                   | 3          | 23:27       |
| Craig Adams     | 0   | 0       | 0     | −1  | 0                 | 1     | 50%                 | 5          | 13:28       |
| Robert Bortuzzo | 0   | 0       | 0     | −2  | 0                 | 0     | —                   | 6          | 14:19       |
| Sidney Crosby   | 0   | 0       | 0     | −2  | 0                 | 3     | 47%                 | 2          | 22:02       |
| Simon Després   | 0   | 0       | 0     | −1  | 4                 | 1     | —                   | 0          | 14:39       |
| Deryk Engelland | 0   | 0       | 0     | −1  | 0                 | 1     | —                   | 3          | 7:58        |
| Brian Gibbons   | 0   | 0       | 0     | −1  | 0                 | 0     | —                   | 1          | 10:22       |
| Tanner Glass    | 0   | 0       | 0     | −2  | 2                 | 0     | —                   | 2          | 8:58        |
| Jussi Jokinen   | 0   | 0       | 0     | +1  | 0                 | 1     | —                   | 0          | 17:24       |
| Chris Kunitz    | 0   | 0       | 0     | −2  | 2                 | 4     | —                   | 1          | 17:51       |
| Jevgenij Malkin | 0   | 0       | 0     | +1  | 0                 | 5     | 30%                 | 0          | 24:53       |
| Olli Määttä     | 0   | 0       | 0     | 0   | 0                 | 0     | —                   | 0          | 21:44       |
| Matt Niskanen   | 0   | 0       | 0     | +1  | 0                 | 3     | —                   | 1          | 25:35       |
| Brooks Orpik    | 0   | 0       | 0     | −3  | 0                 | 2     | —                   | 4          | 17:14       |
| Taylor Pyatt    | 0   | 0       | 0     | −3  | 0                 | 2     | —                   | 0          | 10:25       |
| Rob Scuderi     | 0   | 0       | 0     | −3  | 0                 | 0     | —                   | 0          | 16:23       |
| Brandon Sutter  | 0   | 0       | 0     | −1  | 0                 | 2     | 50%                 | 2          | 13:36       |
| Joe Vitale      | 0   | 0       | 0     | −2  | 0                 | 0     | 36%                 | 2          | 11:42       |
| Källa:          |     |         |       |     |                   |       |                     |            |             |

##### Målvakt
| Spelare           | Skott mot sig | Räddningar | Insläppta mål | Räddningsprocent | Utvisningsminuter | Tid på isen |
| ----------------- | ------------- | ---------- | ------------- | ---------------- | ----------------- | ----------- |
| Marc-André Fleury | 40            | 35         | 5             | 87,5%            | 0                 | 60:00       |
| Källa:            |               |            |               |                  |                   |             |